# Wladimir Belli
Wladimir Belli (Sorengo, Suiza, 25 de julio de 1970) es un ciclista italiano que fue profesional entre los años 1992 y 2007.

## Biografía
En 1990 fue el vencedor del Baby Giro, carrera ciclista al estilo del Giro de Italia pero para corredores amateur.
Aunque no logró grandes victorias, sí obtuvo buenos resultados en pruebas cortas por etapas, como la Vuelta a Portugal (2.º en 1997 y 3.º en 1998), la Vuelta a Suiza (3.º en 1998, 2000 y 2001), la Vuelta al País Vasco (2.º en 1999), el Tour de Romandía (3.º en 1999 y 2001), el Dauphiné Libéré (3.º en 1999), la Semana Catalana (3.º en 1999) o la Volta a Cataluña (4.º en 1994).
Algunos buenos resultados en competiciones de un día incluyen el 4.º puesto en la Milán-Turín 1994, en la Lieja-Bastogne-Lieja 2000 y en la Clásica de San Sebastián 2001.
En el Tour de Francia, su mejor resultado fue ser 9.º en la clasificación general en 1999, y 2.º en la 14.ª etapa de la edición de 2001. En el Giro de Italia, su carrera favorita, su mejor resultado en la clasificación general fue la 6.ª posición lograda en 1997. En 1993 fue 2.º en la clasificación de los jóvenes, y tanto en 2000 como en 2001, fue 2.º en dos etapas.
En 2001, fue descalificado del Giro de Italia tras golpear a un espectador durante la disputa de la 14.ª etapa. El espectador resultó ser el sobrino del líder, y a la postre ganador del Giro, Gilberto Simoni. Hasta ese día, Belli marchaba 3.º en la clasificación general.

## Palmarés
| 1991 - Giro del Valle de Aosta 1994 - Settimana Ciclistica Bergamasca 1996 - Giro del Trentino - Giro de los Apeninos 1997 - 1 etapa de la Vuelta a Portugal | 1998 - 1 etapa de la Vuelta a Portugal 1999 - 1 etapa del Midi Libre 2000 - 1 etapa de la Vuelta a Suiza - Gran Premio Ciudad de Camaiore |

## Resultados en Grandes Vueltas
| Carrera | Carrera         | 1992 | 1993 | 1994 | 1995 | 1996 | 1997 | 1998 | 1999 | 2000 | 2001 | 2002 | 2003 | 2004 | 2005 | 2006 | 2007 |
| ------- | --------------- | ---- | ---- | ---- | ---- | ---- | ---- | ---- | ---- | ---- | ---- | ---- | ---- | ---- | ---- | ---- | ---- |
|         | Giro de Italia  | —    | 13.º | 12.º | Ab.  | 36.º | 6.º  | 25.º | —    | 7.º  | Exp. | Ab.  | 11.º | 7.º  | 24.º | Ab.  | —    |
|         | Tour de Francia | —    | —    | —    | Ab.  | 68.º | —    | —    | 9.º  | —    | 24.º | 45.º | —    | —    | —    | —    | —    |
|         | Vuelta a España | —    | —    | —    | —    | —    | Ab.  | —    | Ab.  | 12.º | —    | —    | Ab.  | —    | —    | —    | —    |

—: no participa
Ab.: abandono
Exp.: expulsado por la organización

## Equipos
- Lampre (1992-1996)
  - Lampre-Colnago (1992)
  - Lampre-Polti (1993)
  - Lampre-Panaria (1994-1995)
  - Panaria-Vinavil (1996)
- Brescialat-Oyster (1997)
- Festina-Lotus (1998-1999)
- Fassa Bortolo (2000-2002)
- Lampre (2003-2004)
- Domina Vacanze (2005)
- Serramenti Diquigiovanni-Selle Italia (2006-2007)
  - Selle Italia-Serramenti Diquigiovanni (2006)
  - Serramenti PVC Diquigiovanni-Androni Giocattoli (2007)